# 埃卡特佩克德莫雷洛斯

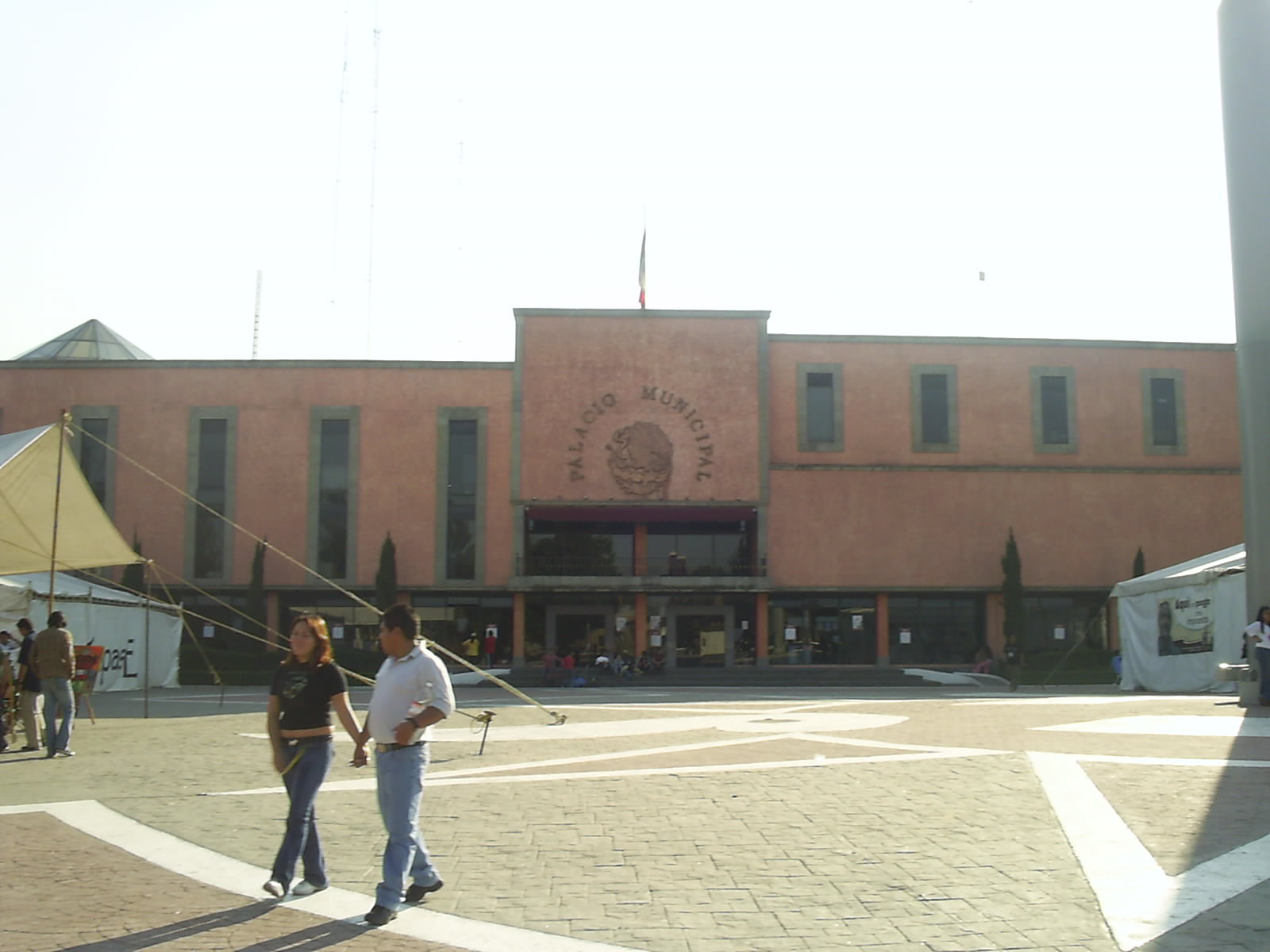

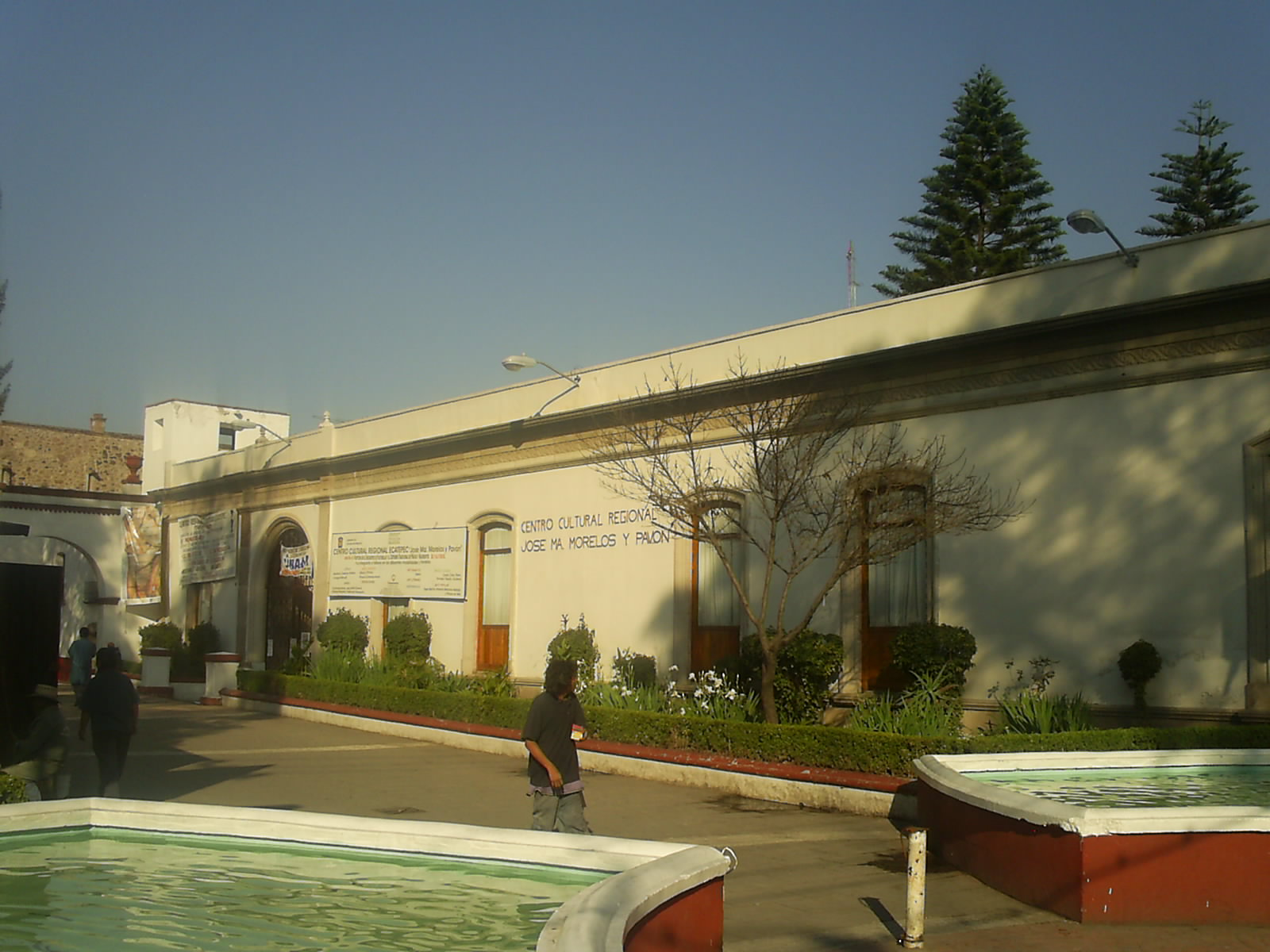

19°36′N 99°03′W / 19.600°N 99.050°W
埃卡特佩克德莫雷洛斯（發音：[ekateˈpek] ⓘ），墨西哥墨西哥州城市，为埃卡提佩自治区的行政中心，由墨西哥州負責管轄，始建於1877年，面積186.9平方公里。“埃卡提佩（Ecatepec）”在纳瓦特尔语中意为“多风的山丘”。2005年该市总人口1,687,549，占埃卡提佩自治区人口的99.9%。每年平均降雨量500至600毫米。